# Procédure d'adhésion de l'Autriche à l'Union européenne
La procédure d’adhésion de l'Autriche à l'Union européenne est le processus qui a permis à l'Autriche de rejoindre l'Union européenne le 1er janvier 1995. L'Union européenne s'est ainsi élargie à 15 États.

## Historique
L'Autriche était l'un des membres fondateurs de l'Association européenne de libre-échange (AELE), établie par la convention de Stockholm qui est entrée en vigueur le 3 mai 1960. Les premiers liens économiques plus étroits avec la Communauté économique européenne (CEE) ont été établis en 1973 et se sont développés jusqu'à la création d'un Espace économique européen (EEE) en 1994, intégrant de plus en plus l'AELE dans les politiques de l'Union européenne.
En 1989, le plan d'établissement de l'EEE présenté par le président de la Commission européenne de l'époque, Jacques Delors, prévoyait une association étroite entre l'AELE et la CEE sur des sujets dépassant les seuls aspects commerciaux et économiques. Au moment où le traité est établi à Porto, le 2 mai 1992, l'Autriche s'était déjà fixé l'objectif d'adhérer aux Communautés européennes. La présentation de la demande d'adhésion par l'Autriche a lieu le 7 juillet 1989, le Conseil des CE donne son accord pour lancer le processus d'adhésion le 28 juillet 1989 et les négociations officielles commencent le 1er février 1993.
Les négociations aboutissent le 12 avril 1994 et à la suite de l'adoption d'une loi constitutionnelle fédérale par les deux chambres du Parlement autrichien, l'adhésion est soumise aux citoyens Autrichiens par un référendum ; celui-ci est approuvé à 66,58 % permettant à l'Autriche de signer le traité de Corfou, le 24 juin 1994 et d'intégrer l'UE le 1er janvier 1995 avec la Finlande et la Suède.